# Gran Premio motociclistico di Francia 1976
Il Gran Premio motociclistico di Francia fu il primo appuntamento del motomondiale 1976.
Si svolse il 25 aprile 1976 sul Circuito Bugatti di Le Mans, e corsero tutte le classi meno la 125.
In 500 Barry Sheene partì male a causa di una gamba dolorante. Andò in testa Johnny Cecotto, restandoci fino a metà gara, quando fu sopravanzato dall'inglese, che vinse il GP. Ottimo terzo posto per Marco Lucchinelli, mentre Giacomo Agostini, ritornato in sella all'MV Agusta, fu quinto.
"Ago" aveva portato l'MV in pole position nella gara della 350, ma la gara del pluricampione italiano durò pochi giri a causa di problemi all'accensione. A prendere la testa della gara fu Walter Villa, che condusse la gara sino alla fine.
Villa vinse anche la gara della 250. Alla partenza si assistette a uno spiacevole episodio: lo statunitense Pat Evans, secondo nelle qualifiche, fu accusato di correre con una 350 (i francesi Eric Offenstadt e Bernard Fau tentarono addirittura di cacciarlo dalla griglia di partenza). Evans si ritirò dopo cinque giri.
Nella 50 la vittoria si giocò in volata tra Herbert Rittberger e Rudolf Kunz, che conclusero nell'ordine. Ritirato Ángel Nieto con la Bultaco (la Piovaticci ex Eugenio Lazzarini dell'anno prima), caduto mentre cercava di evitare Claudio Lusuardi.
Nei sidecar Rolf Biland vinse agevolmente.

## Classe 500

### Arrivati al traguardo
| Pos. | Nº | Pilota             | Motocicletta  | Giri | Tempo     | Griglia | Punti |
| ---- | -- | ------------------ | ------------- | ---- | --------- | ------- | ----- |
| 1º   | 7  | Barry Sheene       | Suzuki        | 30   | 51'45.330 | 1º      | 15    |
| 2º   | 55 | Johnny Cecotto     | Yamaha        | 30   | +3.984    | 3º      | 12    |
| 3º   | 33 | Marco Lucchinelli  | Suzuki        | 30   | +19.029   | 2º      | 10    |
| 4º   | 3  | Teuvo Länsivuori   | Suzuki        | 30   | +49.985   | 12º     | 8     |
| 5º   | 1  | Giacomo Agostini   | MV Agusta     | 30   | +55.065   | 5º      | 6     |
| 6º   | 43 | Víctor Palomo      | Yamaha        | 30   | +1'27.066 | 9º      | 5     |
| 7º   | 56 | Stuart Avant       | Suzuki        | 30   | +1'28.024 | 19º     | 4     |
| 8º   | 14 | Dieter Braun       | Suzuki        | 30   | +1'47.988 | 29º     | 3     |
| 9º   | 12 | Karl Auer          | Yamaha        | 29   | +1 giro   | 15º     | 2     |
| 10º  | 51 | Boet van Dulmen    | Yamaha        | 29   | +1 giro   | 17º     | 1     |
| 11º  | 19 | Olivier Chevallier | Yamaha        | 29   | +1 giro   | 14º     |       |
| 12º  | 45 | Steve Parrish      | Yamaha        | 29   | +1 giro   | 20º     |       |
| 13º  | 11 | Chas Mortimer      | Danfay-Yamaha | 29   | +1 giro   | 18º     |       |
| 14º  | 25 | Gilles Husson      | Yamaha        | 29   | +1 giro   | 32º     |       |
| 15º  | 6  | Alex George        | Yamaha        | 29   | +1 giro   | 16º     |       |
| 16º  | 44 | Edmar Ferreira     | Yamaha        | 29   | +1 giro   | 26º     |       |
| 17º  | 48 | René Guili         | Suzuki        | 29   | +1 giro   | 31º     |       |
| 18º  | 30 | Johnny Bengtsson   | Suzuki        | 29   | +1 giro   | 25º     |       |
| 19º  | 41 | Helmut Kassner     | Suzuki        | 29   | +1 giro   | 37º     |       |
| 20º  | 36 | Jules Nies         | Suzuki        | 29   | +1 giro   | 34º     |       |

### Ritirati
| Nº | Pilota            | Motocicletta | Griglia |
| -- | ----------------- | ------------ | ------- |
| 40 | Philippe Coulon   | Suzuki       | 10º     |
| 49 | Nico Cereghini    | Suzuki       | 8º      |
| 5  | John Williams     | Suzuki       | 6º      |
| 52 | Kenny Roberts     | Yamaha       | 28º     |
| 26 | Jean-Paul Boinet  | Suzuki       | 23º     |
| 38 | Adu Celso-Santos  | Yamaha       | 35º     |
| 34 | Roberto Gallina   | Suzuki       | 27º     |
| 2  | Phil Read         | Suzuki       | 7º      |
| 20 | Thierry Tchernine | Yamaha       | 24º     |
| 28 | Pentti Korhonen   | Yamaha       | 22º     |
| 10 | Jack Findlay      | Suzuki       | 30º     |
| 24 | Christian Estrosi | Suzuki       | 4º      |
| 27 | Marcel Ankoné     | Suzuki       | 21º     |
| 29 | Risto Makinen     | Yamaha       | 33º     |
| 57 | Max Wiener        | Yamaha       | 13º     |
| 54 | Pat Hennen        | Suzuki       | 36º     |

### Non partito
| Nº | Pilota          | Motocicletta | Griglia |
| -- | --------------- | ------------ | ------- |
| 21 | Michel Rougerie | Suzuki       | 11º     |

### Non qualificati
| Nº | Pilota             | Motocicletta |
| -- | ------------------ | ------------ |
| 17 | Horst Lahfeld      | König        |
| 31 | Leif Johansson     | Yamaha       |
| 32 | Peter Sjöström     | Yamaha       |
| 37 | Francis Hollebecq  | Suzuki       |
| 42 | Hans-Otto Butenuth | Yamaha       |
| 53 | Wolfgang Stropek   | Rotax        |
| 35 | Hans Braumandl     | Yamaha       |
| 58 | Harry Viiala       | Yamaha       |

## Classe 350

### Arrivati al traguardo
| Pos. | Pilota              | Moto            | Tempo      | Punti |
| ---- | ------------------- | --------------- | ---------- | ----- |
| 1    | Walter Villa        | Harley-Davidson | 52' 45" 01 | 15    |
| 2    | Johnny Cecotto      | Yamaha          | +17" 91    | 12    |
| 3    | Jean-François Baldé | Yamaha          | +30" 07    | 10    |
| 4    | Takazumi Katayama   | Yamaha          | +37" 05    | 8     |
| 5    | Olivier Chevallier  | Yamaha          | +42" 33    | 6     |
| 6    | Paolo Tordi         | Yamaha          | +44" 73    | 5     |
| 7    | Patrick Fernandez   | Yamaha          | +57" 12    | 4     |
| 8    | Pentti Korhonen     | Yamaha          | +1' 04" 88 | 3     |
| 9    | Tom Herron          | Yamaha          | +1' 09" 72 | 2     |
| 10   | John Dodds          | Yamaha          | +1' 16" 94 | 1     |
| 11   | Pekka Nurmi         | Yamaha          | +1' 40" 94 |       |
| 12   | Alain Vial          | Yamaha          | +1' 42" 52 |       |
| 13   | Claude Ben El Hadj  | Yamaha          | +1' 56"    |       |
| 14   | Jean-Louis Olivier  | Yamaha          | +1 giro    |       |
| 15   | Christian Bourgeois | Yamaha          | +1 giro    |       |
| 16   | Hervé Moineau       | Yamaha          | +1 giro    |       |
| 17   | John Weeden         | Yamaha          | +1 giro    |       |
| 18   | Alan North          | Yamaha          | +5 giri    |       |
| 19   | Steve Parrish       | Yamaha          | +5 giri    |       |
| 20   | Franz Kunz          | Yamaha          | +6 giri    |       |
| 21   | Philippe Coulon     | Yamaha          | +7 giri    |       |

### Ritirati
| Nº | Pilota            | Motocicletta | Griglia |
| -- | ----------------- | ------------ | ------- |
| 11 | Víctor Palomo     | Yamaha       | 16º     |
| 21 | Christian Huguet  | Yamaha       | 10º     |
| 5  | Patrick Pons      | Yamaha       | 9º      |
| 4  | Dieter Braun      | Morbidelli   | 11º     |
| 7  | Gerard Choukroun  | Yamaha       | 12º     |
| 35 | Philippe Bouzanne | Yamaha       | 17º     |
| 20 | Bruno Kneubühler  | Yamaha       | 18º     |
| 23 | Marco Lucchinelli | Yamaha       | 19º     |
| 31 | Jean-Jacques Coq  | Yamaha       | 24º     |
| 56 | Leif Gustafsson   | Yamaha       | 25º     |
| 15 | Hans Stadelmann   | Yam-Holz     | 28º     |
| 18 | Karl Auer         | Yamaha       | 30º     |
| 76 | Boet van Dulmen   | Yamaha       | 34º     |
| 27 | Christian Estrosi | Yamaha       | 35º     |
| 2  | Giacomo Agostini  | MV Agusta    | 1º      |

### Non partito
| Nº | Pilota          | Motocicletta | Griglia |
| -- | --------------- | ------------ | ------- |
| 77 | Kork Ballington | Yamaha       | 33º     |

## Classe 250

### Arrivati al traguardo
| Pos. | Pilota             | Moto            | Tempo      | Punti |
| ---- | ------------------ | --------------- | ---------- | ----- |
| 1    | Walter Villa       | Harley-Davidson | 54' 41" 62 | 15    |
| 2    | Gianfranco Bonera  | Harley-Davidson | +42" 14    | 12    |
| 3    | Pentti Korhonen    | Yamaha          | +48" 71    | 10    |
| 4    | Olivier Chevallier | Yamaha          | +49" 92    | 8     |
| 5    | Gérard Choukroun   | Yamaha          | +1' 03" 05 | 6     |
| 6    | Pekka Nurmi        | Yamaha          | +1' 08" 01 | 5     |
| 7    | Patrick Pons       | Yamaha          | +1' 08" 18 | 4     |
| 8    | Philippe Bouzanne  | Yamaha          | +1' 09" 42 | 3     |
| 9    | Jean-Claude Hogrel | Yamaha          | +1' 09" 57 | 2     |
| 10   | Patrick Fernandez  | Yamaha          | +1' 11" 52 | 1     |
| 11   | John Dodds         | Yamaha          | +1' 24" 28 |       |
| 12   | Chas Mortimer      | Maxton-Yamaha   | +1' 29" 55 |       |
| 13   | Denis Boulom       | Yamaha          | +1' 29" 80 |       |
| 14   | Paolo Tordi        | Yamaha          | +1' 35" 87 |       |
| 15   | Jaime Samaranch    | Yamaha          | +1' 36" 17 |       |
| 16   | Gilbert Lavelle    | Yamaha          | +1' 36" 84 |       |
| 17   | Christian Huguet   | Yamaha          | +1' 45" 48 |       |
| 18   | Christian Sarron   | Yamaha          | +1 giro    |       |
| 19   | Thierry Noblesse   | Yamaha          | +1 giro    |       |
| 20   | Leif Gustafsson    | Yamaha          | +2 giri    |       |
| 21   | Tom Herron         | Yamaha          | +5 giri    |       |
| 22   | Hervé Moineau      | Yamaha          | +7 giri    |       |

### Ritirati
| Nº | Pilota              | Motocicletta | Griglia |
| -- | ------------------- | ------------ | ------- |
| 28 | Jean-François Baldé | Yamaha       | 14º     |
| 88 | Kork Ballington     | Yamaha       | 19º     |
| 83 | Pier Paolo Bianchi  | Morbidelli   | 28º     |
| 38 | Jean-Paul Boinet    | Yamaha       | 27º     |
| 7  | Otello Buscherini   | Yamaha       | 22º     |
| 47 | Pat Evans           | Yamaha       | 2º      |
| 79 | Franz Kunz          | Yamaha       | 7º      |
| 65 | Alan North          | Yamaha       | 35º     |
| 17 | Paolo Pileri        | Morbidelli   | 13º     |
| 24 | Raymond Roche       | Yamaha       | 3º      |
| 2  | Michel Rougerie     | Yamaha       | 24º     |
| 39 | Thierry Tchernine   | Yamaha       | 34º     |
| 44 | Alain Vial          | Yamaha       | 26º     |
| 10 | Tapio Virtanen      | MZ           | 4º      |

## Classe 50

### Arrivati al traguardo
| Pos. | Pilota             | Moto           | Tempo      | Punti |
| ---- | ------------------ | -------------- | ---------- | ----- |
| 1    | Herbert Rittberger | Kreidler       | 34' 04" 21 | 15    |
| 2    | Rudolf Kunz        | Kreidler       | +0" 19     | 12    |
| 3    | Stefan Dörflinger  | Kreidler       | +3" 57     | 10    |
| 4    | Pierre Audry       | ABF            | +4" 88     | 8     |
| 5    | Aldo Pero          | Kreidler       | +1' 07" 39 | 6     |
| 6    | Theo Timmer        | Jamathi        | +1' 17" 45 | 5     |
| 7    | Yves Le Toumelin   | Scrab-Ty       | +1' 21" 14 | 4     |
| 8    | Eugenio Lazzarini  | UFO-Morbidelli | +1' 22" 42 | 3     |
| 9    | Benjamin Laurent   | 3B-Kreidler    | +1' 52" 42 | 2     |
| 10   | Ulrich Graf        | Kreidler       | +1' 54" 27 | 1     |
| 11   | Jacques Hutteau    | Scrab          | +2' 07" 53 |       |
| 12   | Raymond Duriez     | Kreidler       | +2' 13" 68 |       |
| 13   | Joop Zwetsloot     | Kreidler       | +1 giro    |       |
| 14   | Joaquín Galí       | Derbi          | +1 giro    |       |
| 15   | Günter Schirnhofer | Kreidler       | +1 giro    |       |
| 16   | Guido de Lys       | Kreidler       | +2 giri    |       |
| 17   | Pierre Harlay      | Kreidler       | +2 giri    |       |
| 18   | Cees van Dongen    | Kreidler       | +3 giri    |       |
| 19   | Patrick de Wulf    | Kreidler       | +3 giri    |       |

### Ritirati
| Nº | Pilota                | Motocicletta | Griglia |
| -- | --------------------- | ------------ | ------- |
| 1  | Ángel Nieto           | Bultaco      | 1º      |
| 3  | Juliaan Vanzeebroeck  | Kreidler     | 10º     |
| 7  | Nico Polane           | Morbidelli   | 9º      |
| 15 | Gerrit Strikker       | Kreidler     | 14º     |
| 18 | Jean-Paul Fargues     | ABF          | 3º      |
| 21 | Bruno Di Carlo        | Kreidler     | 27º     |
| 22 | Jean-François Verdier | Derbi        | 32º     |
| 27 | Arthur Benitah        | Kreidler     | 33º     |
| 28 | Robert Laver          | Kreidler     | 23º     |
| 30 | Rolf Blatter          | Kreidler     | 28º     |
| 37 | Ingo Emmerich         | Kreidler     | 16º     |
| 41 | Henri Laporte         | Scrab-LH     | 29º     |
| 10 | Claudio Lusuardi      | Villa        | 12º     |

### Non partito
| Nº | Pilota     | Motocicletta | Griglia |
| -- | ---------- | ------------ | ------- |
| 17 | Ramón Galí | Derbi        | 11º     |

## Classe sidecar
24 equipaggi alla partenza, 12 al traguardo.

### Arrivati al traguardo
| Pos | Pilota                | Passeggero      | Moto          | Tempo      | Punti |
| --- | --------------------- | --------------- | ------------- | ---------- | ----- |
| 1   | Rolf Biland           | Williams        | Seymaz-Yamaha | 47' 53" 53 | 15    |
| 2   | Alain Michel          | Bernard Garcia  | GEP-Yamaha    | +2' 04" 13 | 12    |
| 3   | Helmut Schilling      | Rainer Gundel   | Schmid-Fath   | +1 giro    | 10    |
| 4   | Bruno Holzer          | Karl Meierhans  | LCR-Yamaha    | +1 giro    | 8     |
| 5   | Amedeo Zini           | Andrea Fornaro  | König         | +1 giro    | 6     |
| 6   | Hanspeter Hubacher    | Kurt Huber      | Yamaha        | +1 giro    | 5     |
| 7   | Ted Janssen           | Erich Schmitz   | Yamaha        | +1 giro    | 4     |
| 8   | Siegfried Schauzu     | Clifton Lorentz | Schmid-Fath   | +2 giri    | 3     |
| 9   | Dick Greasley         | Cliff Holland   | Windle-Yamaha | +2 giri    | 2     |
| 10  | Heinz Luthringshauser | Lorenzo Puzo    | Busch-BMW     | +2 giri    | 1     |
| 11  | Werner Schwärzel      | Andreas Huber   | König         | +3 giri    |       |
| 12  | Yves Trolliet         | Pierre Muller   | König         | +3 giri    |       |